# Ariston Bautista

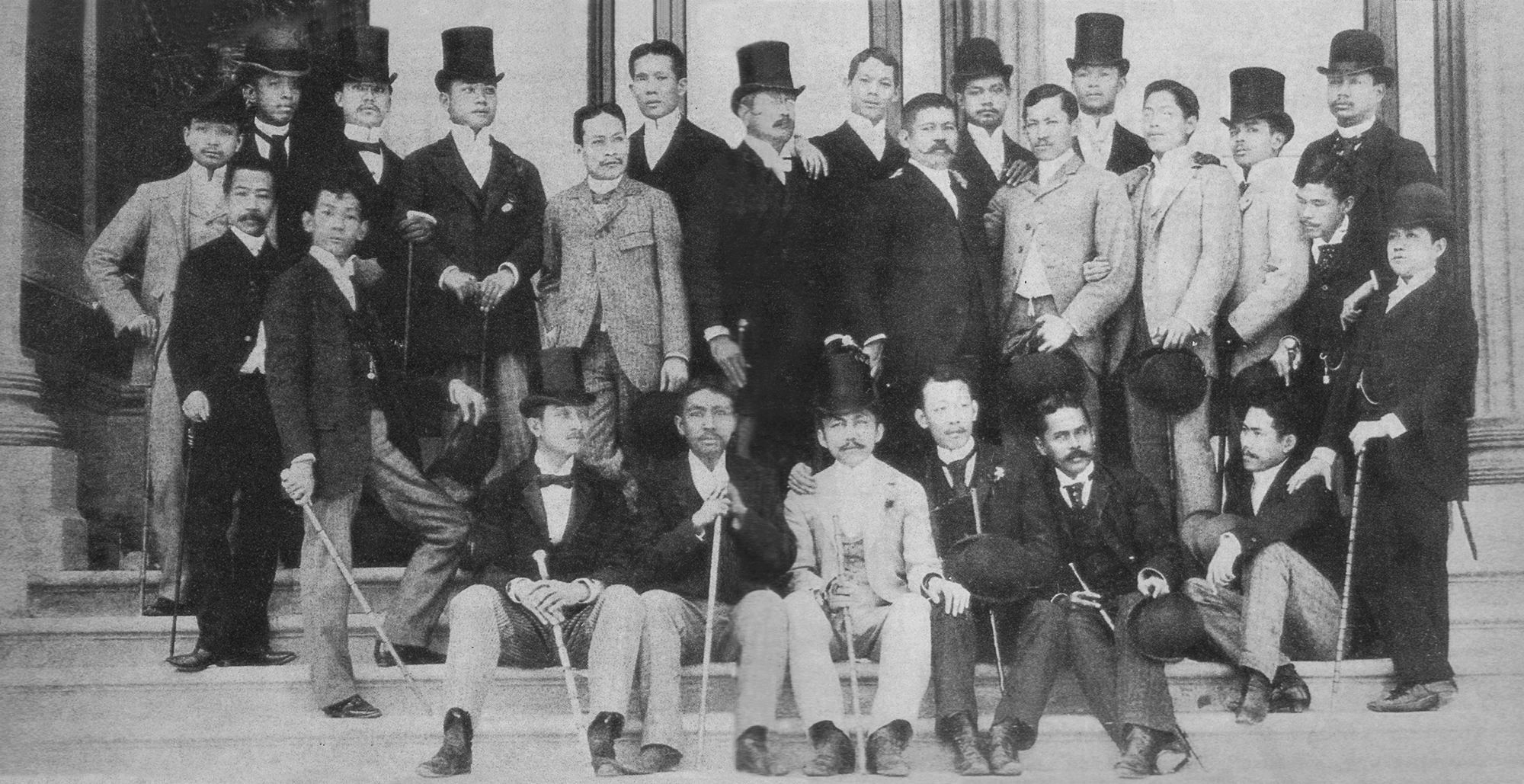
Bautista (zittend, derde van rechts) met de Filipijnse ilustrados van de Propagandabeweging in 1890 in Madrid

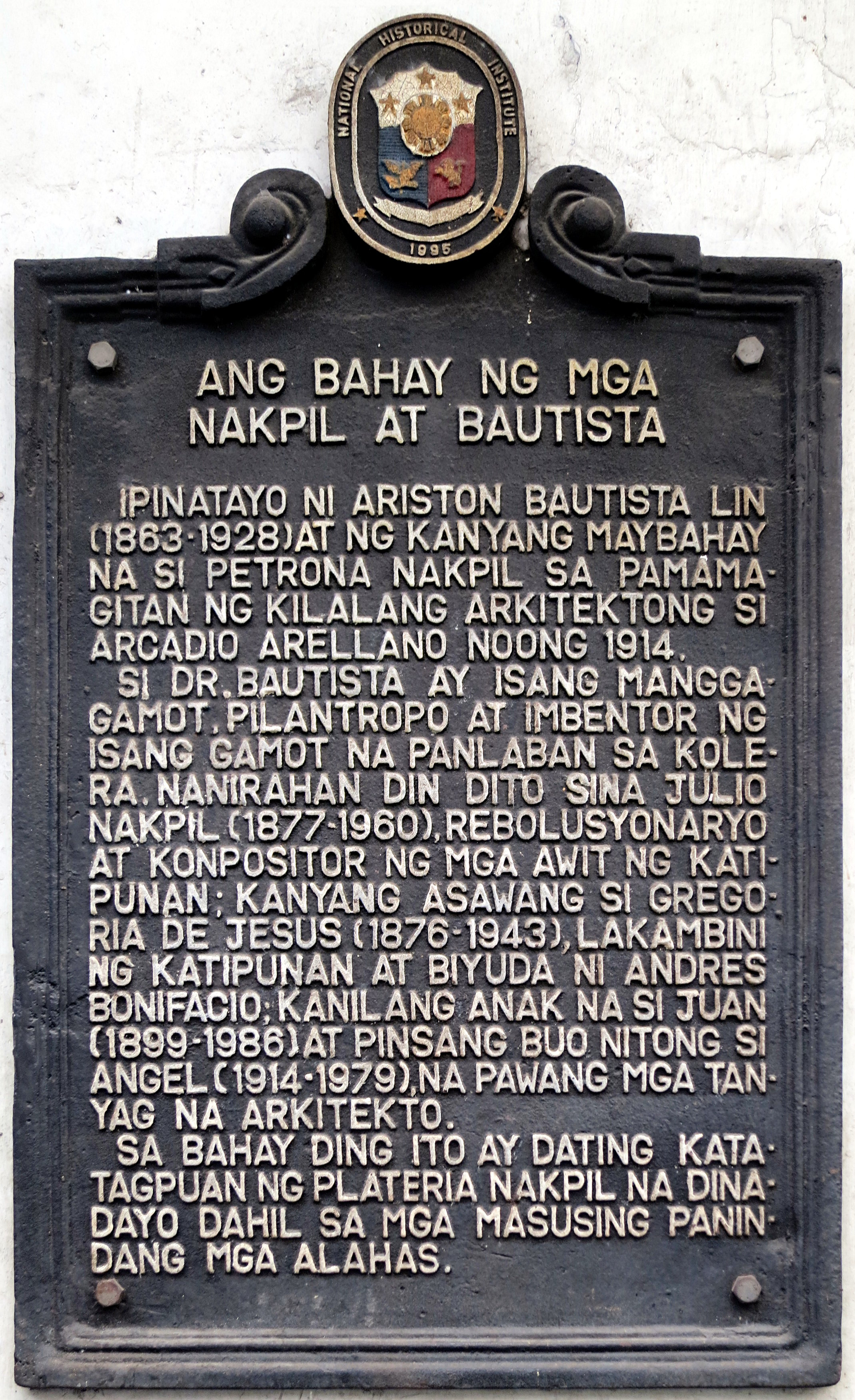
De plaquette van de National Historical Commission op het Nakpil-Bautista huis

Ariston Bautista (Manilla, 22 februari 1863 - aldaar, 3 maart 1923) was een Filipijns arts en propagandist. 

## Biografie
Ariston Bautista werd op 22 februari 1863 geboren in Santa Cruz in de Filipijnse hoofdstad Manilla. Zijn ouders waren Mariano Bautista en Teresa Limpingco. Na het voltooien van een Bachelor of Arts-diploma aan de Ateneo de Manila University studeerde hij medicijnen aan de University of Santo Tomas. In maart 1885 behaalde hij zijn diploma. Tijdens de uitbraak van de cholera-epidemie later dat jaar hielp Bautista mee bij het behandelen van de zieken. Nadien vervolgde hij zijn studie in Europa waar hij zijn doctoraat medicijnen aan de Complutense-universiteit van Madrid voltooide.
Gedurende zijn tijd in Spanje raakte hij betrokken bij de Propagandabeweging, georganiseerd door leden van de Filipijnse elite (Ilustrados), die middels propaganda verandering wilde bewerkstelligen in de Filipijnen. Na terugkomst in zijn vaderland sloot hij zich aan bij Nilad Lodge, een van de groepen die La Propaganda ondersteunde. Bij de uitbraak van de Filipijnse Revolutie werd Bautista gearresteerd en werd hij samen met onder meer Jose Rizal vastgezet in Fort Santiago, maar later weer vrijgelaten. Hij was lid van het Malolos Congres, het parlement van de revolutionaire beweging namens Cebu. Ook werd hij aangesteld als professor op de Universidad Literaria y Cientifica de Filipinas in Malolos. Nadat de Amerikanen de macht overgenomen hadden in de Filipijnen werd Bautista in 1907 aangesteld als professor op het College of Medicine and Surgery van de University of the Philippines. Later werd aangesteld als decaan van deze faculteit.
Bautista was ook actief als zakenman. Hij was oprichter en president van de Germinal Cigar and Cigarette Company en directeur van de Agricultural Bank. Tevens was Bautista een filantroop. Hij ondersteunde allerlei organisaties als ziekenhuizen en religieuze instellingen en financierde ook de opleiding in het buitenland van vele Filipijnse studenten, waaronder Fabian de la Rosa, Elias Domingo, Mariano Cruz, Francisco Villaroman, Ernesto Vallejo, Maria Lanzar en zijn neef Juan Nakpil, die later als architect werd uitgeroepen tot nationaal kunstenaar van de Filipijnen.
Bautista overleed in 1923 op 65-jarige leeftijd. Hij was getrouwd met Petrona Nakpil, een zus van Julio Nakpil. Hij kreeg met haar geen kinderen. Het Nakpil-Bautista-huis dat Bautista in 1914 liet bouwen door architect Arcadio Arellano op Barbosa Street 432 (nadien hernoemd naar Bautista Street) in Quiapo werd in 2011 uitgeroepen tot nationaal monument. De familie woonde er nog tot 1960.